# Hermanos Misioneros de los Enfermos Pobres

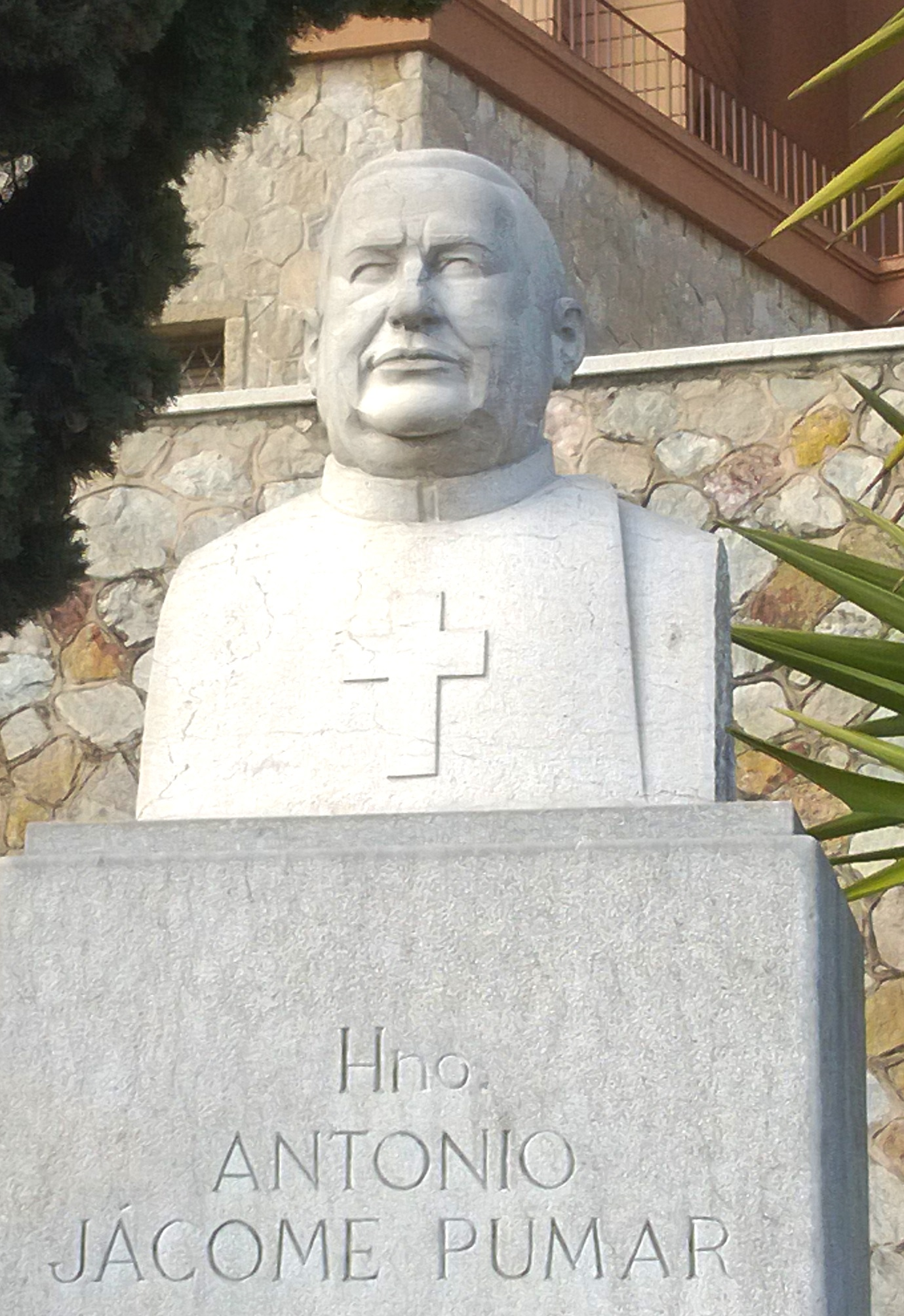
Busto de Antonio Jácome Pumar en los jardines de la casa madre de los Hermanos, en Guinardó (Barcelona).

Los Hermanos Misioneros de los Enfermos Pobres (HMEP) es una congregación laical masculina, reconocida en la Iglesia católica como instituto religioso de derecho diocesano. El nombre oficial es Pía Unión de Hermanos Misioneros de los Enfermos Pobres bajo la Advocación de San Camilo y la Santa Cruz. Los hermanos son conocidos popularmente como Camilos o Hermanos Camilos pero no se deben confundir con los Padres Camilos ocamilianos de la Orden de los Clérigos Regulares Ministros de los Enfermos, también bajo la adveración de San Camilo de Lelis.
Los hermanos camilos trabajan por las personas con riesgo de exclusión social, ofreciéndoles atención médica, residencia, formación ocupacional y orientación laboral para que puedan reintegrarse a la sociedad de manera autónoma. Durando la estancia de los atendidos al centro, les son asignadas tareas de responsabilidad en el mantenimiento, de tal manera que puedan desarrollar sus capacidades y se favorezca la reinserción. El 2010 tenían casas en Barcelona (casa madre y general y Taller-Escuela San Camilo), Alpens, Tordera, Vigo, La Coruña y Chincha (Perú).

## Historia
La congregación nació en Barcelona en 1946, fundada por Antonio Jácome Pumar, miembro de la Orden de los Camilos y preocupado por la situación de los enfermos sin recursos en la inmediata posguerra de la Guerra civil española, especialmente los enfermos de tuberculosis, entonces muy numerosos. Jácome obtiene el permiso de sus superiores y del obispo de Barcelona el 10 de junio de 1946, que se considera fecha de fundación del instituto, que puso bajo el advocació de San Camilo de Lelis. En septiembre, recibió los primeros enfermos en Villa Àurea, una torre alquilada en Vallvidrera; el año siguiente, Àngela Roca y Soler compra y dona a la congregación la Torre del Suro, en Guinardó, que se convierte en la sede del instituto. Inaugurada el 29 de junio de 1949 con una capacidad de quince camas, se amplía en 1950 con capacidad para cien, con la denominación de «Casa de Reposo San Camilo». Entonces empiezan las obras de un nuevo establecimiento, en los terrenos de la misma finca, con proyecto del arquitecto Bertomeu Llongueras, que se inauguró el 21 de noviembre de 1954.
La aprobación diocesana del instituto, por el obispo Gregorio Modrego Casaus, llegó en enero de 1949. Además de los votos habituales (pobreza, castidad y obediencia), los hermanos hacen el cuarto voto de asistencia a los enfermos, incluso con riesgo de la propia vida. El 1952, la misma benefactora (que morirá el 1960 y será considerada «madre de los Hermanos») adquiere para la congregación una torre en Alpens, destinada a traer hijos de enfermos o ex enfermos para que tengan vacaciones durante el verano. El 1954 se forma la asociación laica de Amigos de los Hermanos Misioneros que a partir de 1955 edita la revista "El Amigo de los H.H.M.M. de enfermos pobres"", y en 1962 se inaugura el Taller-Escuela San Camilo para la formación de personas con minusvalía psíquica. El 1966 se funda la primera casa fuera de Cataluña, la casa de Nuestra Señora de la Salud en Vigo, dedicándose al trabajo social en el barrio de Teis, trabajando con marginados y enfermos.
El 25 de marzo de 1970, el instituto se une con el de los Hermanos de la Caridad de la Santa Cruz, formando la Pia Unión de los Hermanos Misioneros de los Enfermos Pobres bajo la advocación de San Camilo y la Santa Cruz. En noviembre del mismo año, se funda la rama femenina, las Hermanas Misioneras de la Virgen María de la Salud y San Camilo en Vilanova del Vallès. También el 1970 se inauguran unos pisos para enfermos en Barcelona, construidos con el dinero obtenido de la venta de botellas usadas de vidrio, campaña promovida por el hermano Antonio. El 10 de mayo de 1972, el instituto recibe como legado una masía, Can Ferrer de Santo Ponç, en Tordera, que se destinará a residencia de disminuidos psíquicos. En 1987 abrieron la nueva Casa de Acogida de Ntra. Sra. de la Salud (Vigo) y la Hogar de Sor Eusebia (La Coruña). Poco a poco se abren nuevas casas, como el centro de recuperación de toxicómanos de Nuestra Señora de Esperanza o el asilo de ancianos de Santa Ana y San Joaquín en Perú. El 2009 recibieron como herencia de su propietario el castillo de Pambre (Palas de Rey), importante fortaleza medieval gallega que anunciaron que venderían a la Junta de Galicia.
El 13 de abril de 2016 esta entidad denunció ante los Mozos de Escuadra por presunto fraude al fraile de la Pia Unión de los Hermanos Misioneros de los Enfermos Pobres de Barcelona encargado de llevar la tesorería de la orden y nombró un comisario para intervenir y proteger la obra social que llevan a cabo. Tanto el Arzobispado de Barcelona como el obispado de Tuy-Vigo decidieron personarse como acusación particular en esta causa. El 15 de abril de 2016, se anunció la expulsión del Provincial en Galicia de la congregación, José Antonio Donaire.